# Marta Galeotti
Marta Galeotti (née le 27 septembre 1984 à Urbino) est une joueuse italienne de volley-ball. Elle mesure 1,72 m et joue au poste de passeuse. 

## Clubs
| Club               | Pays   | De           | À         |
| ------------------ | ------ | ------------ | --------- |
| Sporting Noale     | Italie | 2001-2002    | 2002-2003 |
| Volley Club Padova | Italie | 2003-2004    | 2003-2004 |
| ASP Albignasego    | Italie | 2004-2005    | 2006-2007 |
| Godigese Volley    | Italie | 2007-2008    | 2007-2008 |
| Tiboni Urbino      | Italie | 2008-2009    | 2009-2010 |
| Castellana Grotte  | Italie | 2010-2011    | 2010-2011 |
| Parme Volley Girls | Italie | 2011-2012    | 2011-2012 |
| Volley Soverato    | Italie | 2012-2013    | 2012-2013 |
| Évreux Volley-ball | France | janvier 2014 | …         |